# Linh Lăng
Linh Lăng (chữ Hán giản thể: 零陵区, âm Hán Việt: Linh Lăng khu) là một quận thuộc địa cấp thị Vĩnh Châu tỉnh Hồ Nam Cộng hòa Nhân dân Trung Hoa. Quận này có diện tích 1959 ki-lô-mét vuông, dân số năm 2003 là 580.000 người. Về mặt hành chính, quận Linh Lăng được chia thành 4 nhai đạo, 8 trấn, 4 hương.
- Nhai đạo: Triều Dương, Nam Tân Độ, Thất Lý Điếm, Từ Gia Tỉnh.
- Trấn: Thủy Khẩu Sơn, Châu Sơn, Hoàng Điền Phô, Phú Gia Kiều, Lăng Giác Đường, Bưu Đình Vu, Tiếp Lý Kiều, Thạch Nham Đầu.
- Hương: Đại Khánh Bình, Sơ Tử Phố, Thạch Sơn Cước, Đãng Để.